# Tolmomyias poliocephalus
Tolmomyias poliocephalus là một loài chim trong họ Tyrannidae.